# Зеленохат, Николай Иосифович
Николай Иосифович Зеленохат (17 сентября 1935 — 26 октября 2016, Москва) — специалист в области интеллектуальных электроэнергетических систем. Доктор технических наук, профессор, заведующий кафедрой электроэнергетических систем Московского энергетического института (МЭИ).

## Биография
Николай Иосифович Зеленохат родился 17 сентября 1935 года.
В 1960 году окончил гидротехнический факультет Ленинградского политехнического института (ныне Санкт-Петербургский политехнический университет Петра Великого).
По окончании института начал трудиться по распределению в Мурманской области на Туломской ГЭС. Работал дежурным инженером, потом работал также дежурным диспетчером на предприятии «Колэнерго». В 1964 году поступил в аспирантуру МЭИ на кафедре «Электроэнергетические системы». По окончании аспирантуры, с 1968 по 1971 год работал в Смоленском филиале МЭИ ассистентом и старшим преподавателем. В 1969 году защитил кандидатскую диссертацию.
С 1971 года и по настоящее время работает на кафедре электроэнергетических систем МЭИ. В Московском энергетическом институте занимал должности научного сотрудника, доцента, профессора кафедры.
В 1990 году защитил докторскую диссертацию, получил ученое звание доктора технических наук, профессор.

## Научная деятельность
Область научных интересов: теория управления режимами электроэнергетических систем, теория гибких межсистемных связей, методы формирования алгоритмов управления и методики исследования режимов электроэнергетических систем.
Под его руководством в МЭИ в разное время было подготовлено и защищено 19 кандидатских диссертаций, включая диссертации десяти иностранных аспирантов.
Николай Иосифович Зеленохат имеет 12 авторских свидетельств на изобретения, является автором и соавтором около 150 научных работ, включая 14 зарубежных изданий, учебного пособия «Электроэнергетические системы в примерах и иллюстрациях» (Энергоатомиздат). Им в институте были прочитаны лекции: «Теория управления переходными режимами», «Теория управления энергетическими объектами».

### Труды
- Элементы теории управления переходными режимами электроэнергетических систем [Text] : учеб. пособие по курсу «Теория управления переход. режимами электроэнерг. систем» / Николай Иосифович Зеленохат. — М. : Изд-во МЭИ, 1992.
- Дискретное управление электрическим торможением синхронного генератора в электроэнеретической системе // Вестник МЭИ, 2009, № 2. C. 72-76.
- Применение дискретного управления нагрузкой электропотребления для повышения динамической устойчивости электроэнергетической системы (в соавторстве). // Сб. док. XIV международной научно-технической конференции студентов и аспирантов. Тез. докл. В 3-х т. Т.3. — М.: Издательский дом МЭИ, 2008 г. С. 246—247.
- Дискретное управление электрическим торможением генераторов в энергетической системе (в соавторстве).// Сб. док. XV международной научно-технической конференции студентов и аспирантов. Тез. докл. В 3-х т. Т.3. — М.: Издательский дом МЭИ, 2009. С. 300—301.
- Интеллектуализация ЕЭС России: инновационные предложения : практическое пособие / Н. И. Зеленохат ; Федеральная Сетевая Компания Единой Энергетической Системы. — Москва : МЭИ, 2013.